# Turism Arieșul
Turism Arieșul este o companie de turism din România, înființată în 1991.
Compania activează în domeniul prestărilor de servicii în turism, alimentație publică și tratament balnear.
Compania Turism Arieșul este deținută în proporție de 82% de omul de afaceri Adrian Augustin Baciu, care mai deține și Onix Hotel din Cluj-Napoca.
Societatea deține baza de tratament Arieșul (65 de camere), situată la 2 kilometri de centrul orașului Turda, și compusă din hotel cu restaurant și bar, bază de tratament balnear, sală de sport și teren de tenis.
Compania mai deține și hotelul Alpin în Muntele Băișorii, Cabana Cheile Turzii, hotelul Stejeriș de 3 stele situat pe drumul național Cluj-Alba Iulia și 51,15% din Salina Turda.